# Peponocranium dubium
Peponocranium dubium är en spindelart som beskrevs av Jörg Wunderlich 1995. Peponocranium dubium ingår i släktet Peponocranium och familjen täckvävarspindlar.
Artens utbredningsområde är Mongoliet. Inga underarter finns listade i Catalogue of Life.